# Būlīdeh
Būlīdeh (persiska: بوليده) är en ort i Iran.   Den ligger i provinsen Mazandaran, i den norra delen av landet, 120 km nordost om huvudstaden Teheran. Būlīdeh ligger 18 meter över havet och antalet invånare är 286.
Terrängen runt Būlīdeh är platt.Runt Būlīdeh är det ganska tätbefolkat, med 149 invånare per kvadratkilometer. Närmaste större samhälle är Āmol, 7,6 km sydost om Būlīdeh. Trakten runt Būlīdeh består till största delen av jordbruksmark.